# Francis Lombardi
Francis Lombardi SaS war ein in Vercelli ansässiger italienischer Automobilhersteller, der in erster Linie Großserienfahrzeuge von Fiat abwandelte. Neben diesen Sonderaufbauten entstanden bei Lombardi auch einzelne Modelle mit vollständig eigenständiger Karosserie. Lombardi produzierte zwischen 1947 und 1974 mehr als 47.000 Fahrzeuge.

## Unternehmensgeschichte
Das Automobilbauunternehmen Francis Lombardi wurde 1947 von Carlo Francesco „Francis“ Lombardi (* 21. Januar 1897 in Genua; † 8. März 1983 in Vercelli) gegründet.
Lombardi war im Ersten Weltkrieg ein Kampfflieger. 1938 gründete er in Piemonter Stadt Vercelli das Unternehmen Azionaria Vercellese Industrie Aeronautiche (AVIA), das sich mit der Konstruktion und dem Bau von Flugzeugen beschäftigte. Dort entstand unter anderem die AVIA L3, ein kleines zweisitziges Flugzeug, das in kleiner Serie produziert und unter anderem zu Trainingszwecken eingesetzt wurde.
Nach dem Zweiten Weltkrieg wandte sich Lombardi dem Bau von Automobilkarosserien zu. Anfänglich entstanden einige Sonderaufbauten für große Fiat-Limousinen; mit diesen hochpreisigen Fahrzeugen erreichte Lombardi aber in der unmittelbaren Nachkriegszeit keine Stückzahlen, die einen rentablen Betrieb des Unternehmens sichern konnten. Ab 1949 konzentrierte sich Lombardi auf Abwandlungen kleinerer Fiat-Modelle.
In den 1960er-Jahren produzierte Lombardi bis zu 6000 Autos jährlich. Zu Beginn der 1970er-Jahre aber geriet Lombardi in wirtschaftliche Schwierigkeiten. Der Absatz der von Lombardi modifizierten Modelle geriet ins Stocken; ein Grund dafür war die Ausweitung der Modellpalette Fiats, die nun immer mehr Nischen selbst abdeckte und damit den Bedarf für individuelle Konversionen beschränkte. Im Dezember 1974 stellte Lombardi den Betrieb ein.

## Modelle von Lombardi

### Umbauten

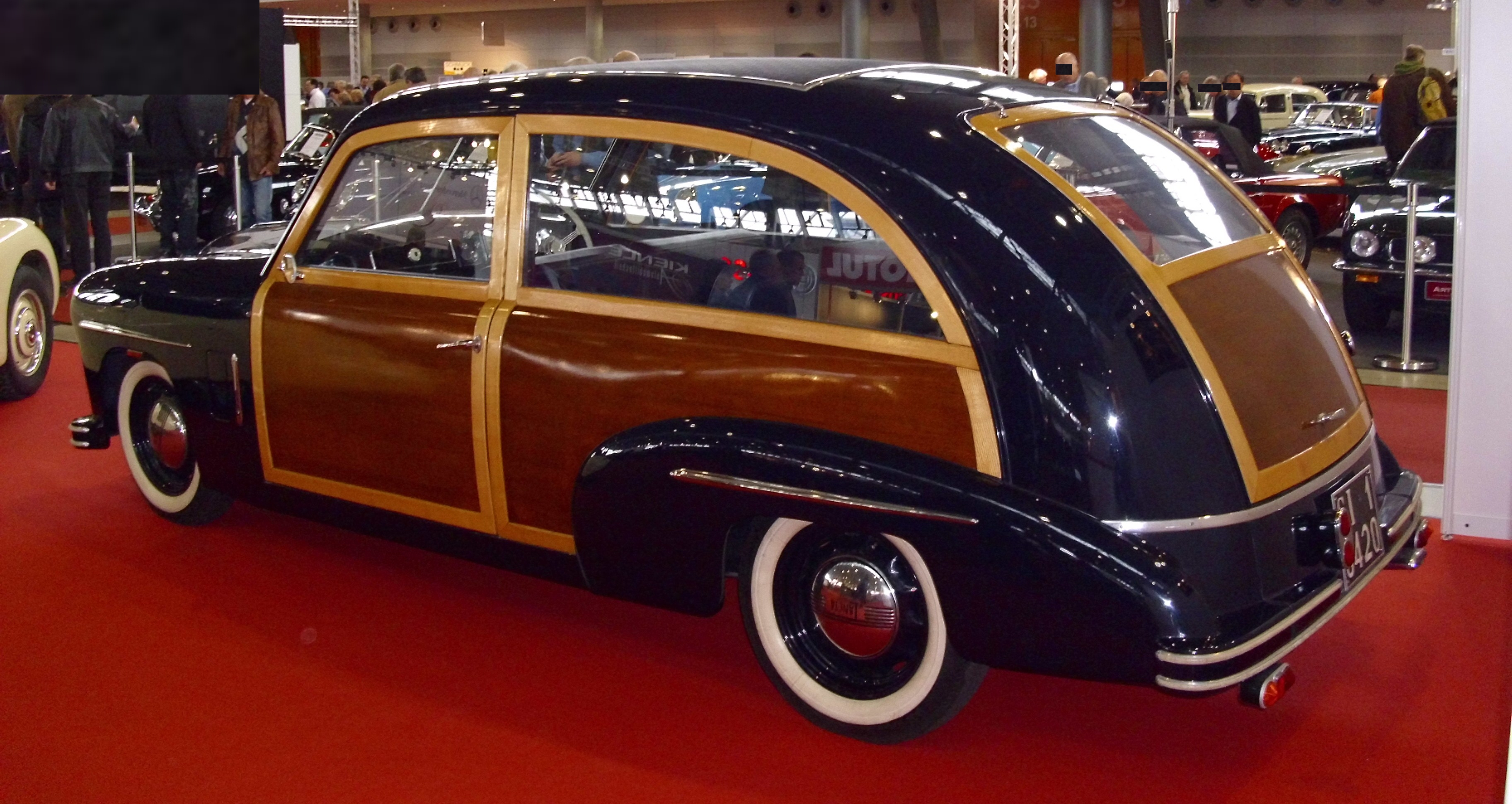
Ein früher Umbau von Francis Lombardi: Kombiwagen auf der Basis des Lancia Aprilia (1948)

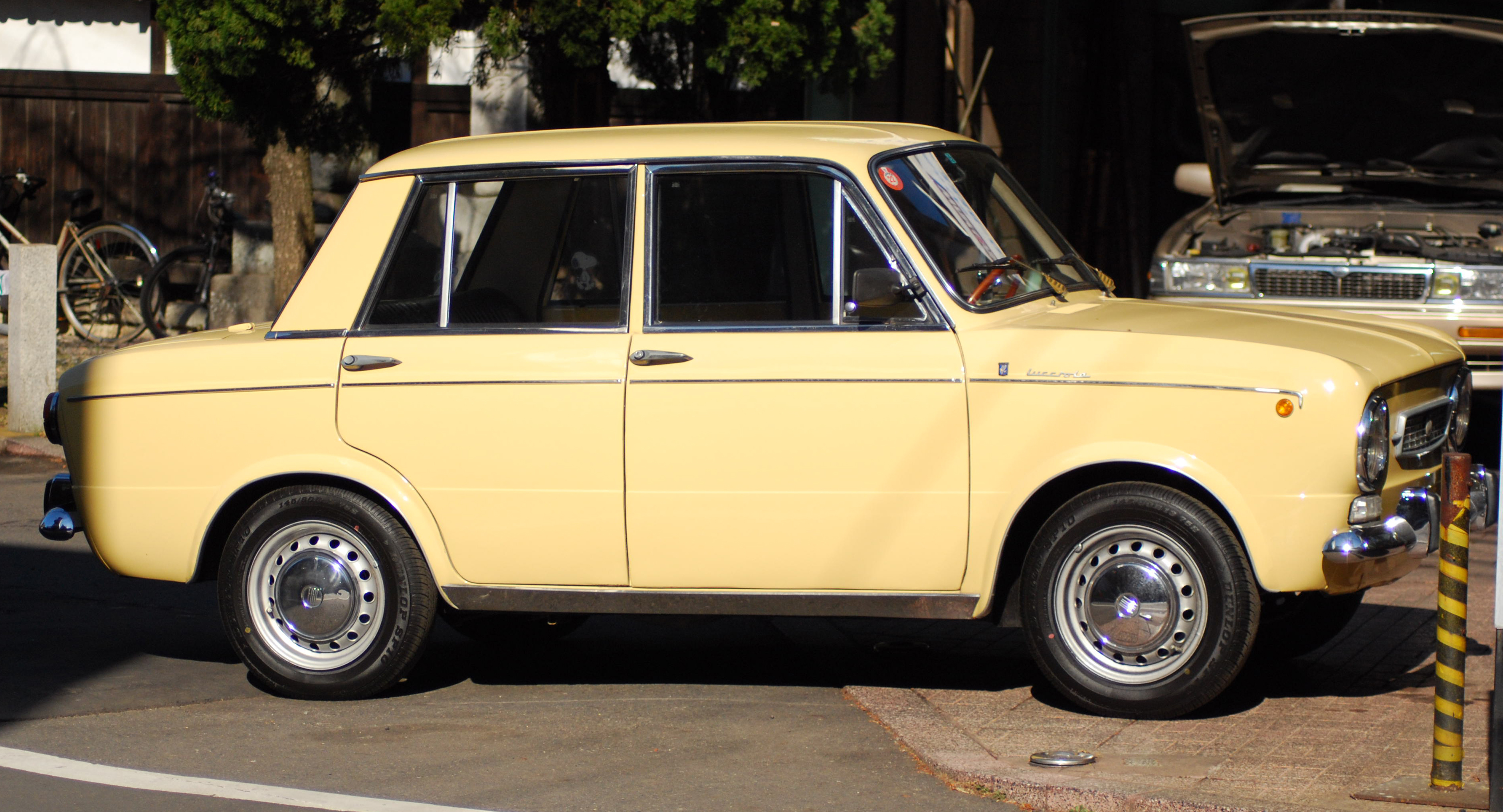
Francis Lombardi 850 Lucciola (auf der Basis des Fiat 850)

In den 1950er- und 1960er-Jahren entstanden bei Lombardi zahlreiche Modelle auf der Basis des Topolino, des Nuova 500, des 600 und des 850. Für diese Fahrzeuge produzierte Lombardi sowohl Kombiwagen als auch Pick-ups und Cabriolets. Bei ihnen wurde üblicherweise die serienmäßige Frontpartie einschließlich der A-Säule beibehalten; die Umbauten beschränkten sich im Regelfall auf die Fahrgastzelle und gegebenenfalls auch auf die Heckpartie.
Zu den erfolgreichsten Umbauten Lombardis gehörte die Baureihe Lucciola. Unter dieser Bezeichnung wurden verschiedene viertürige Versionen gängiger Fiat-Kleinwagen angeboten. Der erste Lucciola beruhte auf dem Fiat 600. Nach Verlängerung des Radstands wurden hintere Türen eingefügt, die an der C-Säule angeschlagen waren. Durch diese Selbstmördertüren erreichte Lombardi bei gleichzeitigem Verzicht auf die B-Säule eine größtmögliche Einstiegsöffnung. Ähnliche Umbauten entstanden später auf der Basis des Fiat 850, wobei Lombardi diesem Modell konventionell angeschlagene Hecktüren, einen eigenständigen Dachabschluss und ein Stufenheck mit langem „Kofferraum“ gab. In den frühen 1970er Jahren konstruierte Lombardi auch eine viertürige Version des Fiat 127.
Ein weiteres Standbein des Unternehmens war die Herstellung verlängerter Repräsentationslimousinen auf der Basis des Fiat 2100 oder der Lancia Flavia. Die Fahrzeuge wurden zumeist als Sechs- oder Siebensitzer ausgeführt, einige von ihnen erhielten ein Klappverdeck oder Glasdach im Fahrgastbereich.
Eine weitere erfolgreiche Konversion war eine als Coupé Smart bezeichnete zweitürige Variante des Fiat 1300 (1962), die später in Serie bei Seat realisiert wurde.

### Eigene Modelle

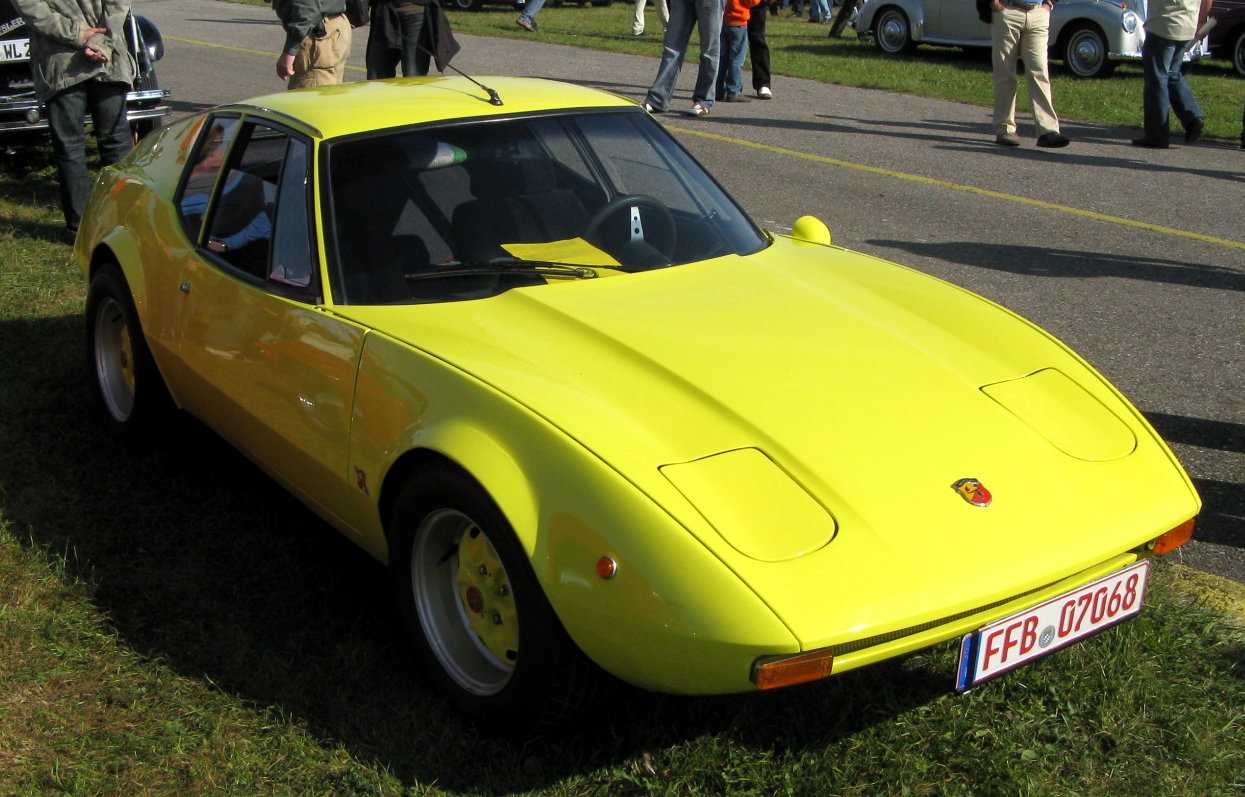
Lombardi Grand Prix (1968)

Neben den Umbauten von Fiat- und Lancia-Modellen stellte Lombardi seit den 1960er-Jahren regelmäßig Fahrzeuge vor, die über eine gänzlich selbst entworfene Karosserie verfügten.
Zu ihnen gehörte der Lombardi Grand Prix, ein zweisitziger Sportwagen mit einer von Giuseppe Rinaldi entworfenen Karosserie, der die Technik des Fiat 850 verwendete. Besondere Merkmale des Wagens waren seine niedrige Nase und die bei späteren Modellen verstellbaren Lamellen auf der Motorhaube. Das 150 km/h schnelle, zumeist in auffälligen Farben lackierte Auto wurde von 1968 bis 1972 verkauft. Es gab den Grand Prix als Coupé und – ab 1969 – als Spyder mit Überrollbügel. Der Grand Prix war eng mit dem Abarth Scorpione verwandt; er wurde außerdem in einer leicht abgewandelten Version von Otas angeboten.
Eine weitere Eigenkonstruktion Lombardis war der FL1, ein flacher Sportwagen mit der Technik des Lancia 2000. Das 1972 vorgestellte Fahrzeug war als Mittelmotorsportwagen konzipiert; neben dem Lancia-Motor sollte auch ein 3,0 Liter großer Sechszylindermotor von Ford verfügbar sein. Aufgrund wirtschaftlicher Schwierigkeiten kam eine Serienproduktion des FL1 nicht zustande. Der FL1 war der letzte Wagen, den Lombardi neu vorstellte.